# Rhopalicus virescens
Rhopalicus virescens är en stekelart som först beskrevs av Julius Theodor Christian Ratzeburg 1844.  Rhopalicus virescens ingår i släktet Rhopalicus och familjen puppglanssteklar. Inga underarter finns listade i Catalogue of Life.